# Allomatus wilsoni
Allomatus wilsoni är en skalbaggsart som beskrevs av Mouchamps 1964. Allomatus wilsoni ingår i släktet Allomatus och familjen dykare. Inga underarter finns listade i Catalogue of Life.